# Pułtusk
Pour les articles homonymes, voir Pułtusk (homonymie).
Pułtusk (prononciation : [ˈpuu̯tusk]) est une ville du powiat de Pułtusk dans la voïvodie de Mazovie, dans le centre de la Pologne.
La ville est connue pour les deux batailles qui se sont déroulées sur son territoire. La première, en 1703, durant la grande Guerre du Nord ; et la seconde en 1806, pendant la Campagne de Prusse et de Pologne des guerres napoléoniennes.
Elle est le siège administratif (chef-lieu) de la Gmina de Pułtusk et du powiat de Pułtusk.
La ville est située à environ 70 km au nord de Varsovie (capitale de la Pologne).
Sa population s'élevait à 19 240 habitants en 2013 sur une superficie de 22,83 km2.

## Histoire
Etabli au XIe siècle, Pułtusk obtient le statut de ville en 1257.
De 1975 à 1998, la ville appartenait administrativement à la Voïvodie de Radom.
Un cimetière militaire important de soldats de l'Armée rouge, tombés en 1944-1945 contre la Wehrmacht allemande, s'y trouve.

## Relations internationales

### Jumelages
La ville a signé des jumelages ou des accords de coopération avec:
- New Britain (États-Unis)
- Senica (Slovaquie)

## Personnalités nées à Pułtusk
- Wojciech Tylkowski (1624-1695), théologien jésuite polonais.
- Shammai Golan (1933-2017), écrivain israélien